# 大耳眶鋸雀鯛
大耳眶鋸雀鯛（學名：Stegastes otophorus），又稱大耳高身雀鯛，為輻鰭魚綱雀鯛科眶鋸雀鯛屬下的一個種，分布於西大西洋牙買加、巴拿馬及古巴海域，體長可達13公分，棲息在海灣、河口，屬雜食性，以藻類及小型無脊椎動物為食，具有領域性，繁殖期時成對出現，雄魚會守護卵直到孵化，生活習性不明。